# Dalila Fourar
Dalila Fourar, née le 5 février 1955, est une femme politique algérienne. Membre du Front de libération nationale, elle est députée de la première circonscription électorale de la wilaya de Béjaïa au cours de la troisième législature (1987-1992).